# Nshan Topouzian
Nshan Ara Garabed Topouzian (westarmenisch Նշան Թօփուզեան, persisch نشان توپوزیان, traditionell ostarmenisch Նշան Թոփուզեան Nshan Ara Karapet Topuzian, reformiert Նշան Թոփուզյան, * 2. April 1966 in Chtoura, Bekaa-Ebene, Libanon; † 27. April 2010 in Jerewan, Armenien) war ein armenisch-apostolischer Geistlicher. Von August 2002 bis April 2010 war er Prälat und ab 2006 auch Bischof der in Täbris ansässigen Diözese Atrpatakan (Aserbaidschan) in Iran, die dem Katholikat von Kilikien untersteht.

## Leben
Ara Topouzian wurde in der Kleinstadt Chtoura in der Bekaa-Ebene in Libanon am 2. April 1966 geboren und am 13. April 1966 getauft. Ara ging an die armenische Primarschule in Zahlé und kam mit 12 Jahren an das Armenische Priesterseminar des Katholikats von Kilikien in Antelias. Nach 5 Jahren schloss er das Seminar ab und wurde 1984 Diakon. Nach Besuch des dreijährigen Kollegs wurde er 1987 von Katholikos Karekin II. zum zölibatären Priester geweiht und erhielt den Namen Nshan (armenisch Նշան, „Zeichen“). Im Februar 1991 wurde er in die Diözese Atrpatakan ins iranische Täbris entsandt und im Mai 1991 von Karekin II. zum pontifikalen Legaten von Atrpatakan ernannt. Im August 2002 wurde er zum Prälaten der Diözese Atrpatakan gewählt. Katholikos Aram I. ernannte ihn am 4. Juni 2006 zum Bischof von Atrpatakan.

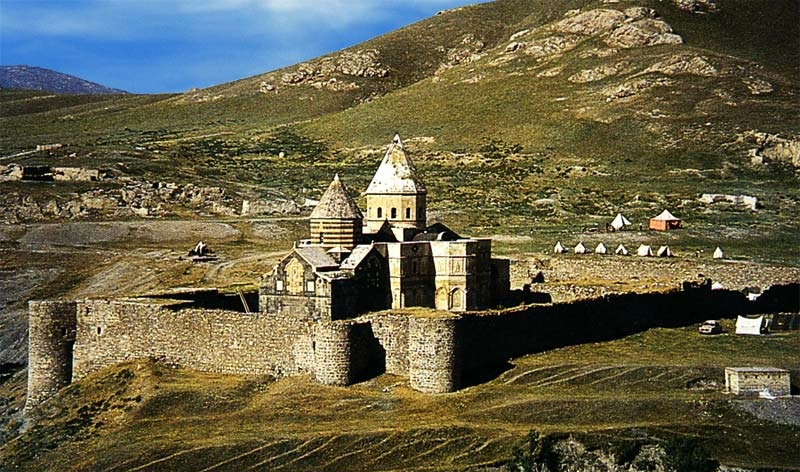
Das Kloster Sankt Thaddäus wurde in der Zeit des Bischofs Nshan UNESCO-Weltkulturerbe.

In Nshans Amtszeit als Prälat von Atrpatakan wurden die vier armenischen Kirchen von Täbris – die Täbriser Marienkirche (Surp Mariam), Täbriser Sankt-Sarkis-Kirche (Surp Sarkis), Marienkirche von Maralan (Mariam Nanna oder Na-Na) und die Täbriser Schoghakat-Kirche – sowie die Prälatur grunderneuert und eine neue Kirche in Urmia errichtet. Als er Prälat war, wurde auch der Ararat-Kulturkomplex in Täbris an der Valman-Straße (gegenüber der presbyterianischen Kirche in Täbris) nahe der südlichen Shariati-Straße und der Nachbarschaft Baron Avak mit ihrer armenischen Sankt-Sarkis-Kirche gebaut. Auf Grund der Bemühungen von Nshan Topuzian und anderer armenischer Priester in Zusammenarbeit mit der iranischen Regierung wurden am 8. Juli 2008 drei alte Kirchenkomplexe der armenischen Diözese Atrpatakan unter dem Namen Armenische Klöster im Iran in das UNESCO-Weltkulturerbe aufgenommen: das Kloster Sankt Thaddäus, das Kloster Sankt Stephanos und die Kapelle von Dsordsor.
Nachdem Nshan Berichte von der Zerstörung armenischer Kulturstätten in der Republik Aserbaidschan gehört hatte, begab er sich zwischen 1997 und 2007 mehrere Male an das Ufer des Arax bei Dscholfa, wo er Augenzeuge der Zerstörung des armenischen Friedhofs von Dschugha durch aserbaidschanische Soldaten wurde. Gemeinsam mit anderen armenischen Geistlichen und iranischen Architekturexperten fotografierte und filmte er die Abrissarbeiten der aserbaidschanischen Soldaten und wie die Trümmer der Chatschkare und Grabsteine mit Lastkraftwagen am Ufer des Arax abgeladen wurden. Er schrieb mehrere Artikel für die Teheraner Tageszeitung Alik, wo auch seine Fotos von der Zerstörung des Kulturerbes veröffentlicht wurden.

## Sprachen
Neben seinen Muttersprachen Westarmenisch und Arabisch sprach Bischof Nshan fließend das in Armenien und von den Armeniern im Iran gesprochene Ostarmenisch, Persisch und das dem Türkischen sehr ähnliche, in Nordiran weithin gesprochene Aserbaidschanisch.

## Tod und Begräbnis

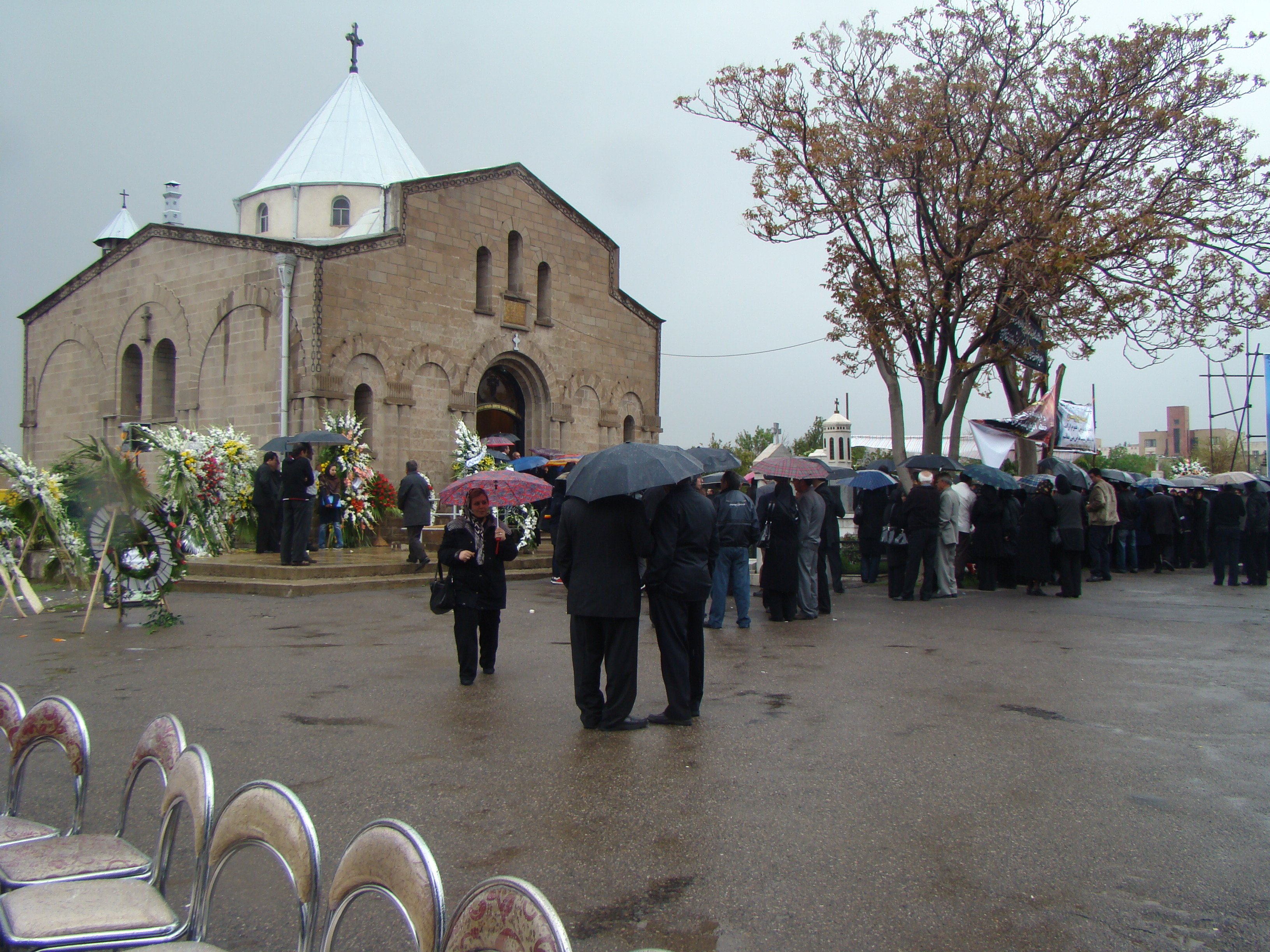
Begräbnis des Bischofs Nshan Topouzian bei der Schoghakat-Kirche in Täbris, 5. Mai 2010

Anfang April 2010 wurde Bischof Nshan wegen eines Leberzellkarzinoms in das Jerewaner Krankenhaus Nork-Marash eingewiesen, doch konnte ihm wegen fortgeschrittener, zu spät bemerkter Krankheit nicht mehr geholfen werden. Er starb im Krankenhaus am 27. April 2010 im Alter von 44 Jahren.
Die Letzte Ölung wurde am 2. Mai 2010 in der Jakobskirche zu Kanaker, einem Ortsteil der armenischen Hauptstadt Jerewan, von Ararat Kaltakjian vom Heiligen Stuhl von Sankt Etschmiadsin und Aller Armenier, vom Teheraner Erzbischof Sepuh Sargsjan und vom Isfahaner Bischof Papken Tcharian abgehalten. Er wurde am 5. Mai 2010 in Täbris auf dem armenischen Friedhof bei der Schoghakat-Kirche Täbris beerdigt.